# Жигайлов Микола Миколайович
Мико́ла Микола́йович Жига́йлов (19 грудня 1905, Козині, Козинська волость Канівський повіт Київська губернія, Російська імперія — 16 червня 1971, м. Первомайськ, Миколаївська область) — радянський військовик часів Другої світової війни, генерал-майор.

## Життєпис
Народився 19 грудня 1905 року в селі Козині, волосному центрі Канівського повіту Київської губернії (нині — село Обухівського району Київської області). Українець.
До лав РСЧА призваний у 1927 році Новгородським РВК Ленінградської області. Член ВКП(б) з 1930 року.
Брав участь у вторгненні Червоної армії до Польщі в 1939 році.
Учасник німецько-радянської війни з 22 червня 1941 року. Воював на Південно-Західному, Західному, Донському, Сталінградському, Південному, Калінінському, 1-у і 2-у Прибалтійських та 1-у Білоруському фронтах. Двічі був поранений, одного разу важко.
Помічник начальника розвідувального відділу штабу 5-го кавалерійського корпусу капітан М. М. Жигайлов брав участь у оборонних боях під Бердичевим і Білою Церквою влітку 1941 року. Згодом — начальник 2-го (розвідувального) відділення штабу 6-ї гвардійської кавалерійської дивізії. З листопада 1942 року — командир 25-го, а пізніше — 23-го гвардійських кавалерійських полків тієї ж дивізії. Війну гвардії полковник М. М. Жигайлов закінчив на посаді заступника командира 15-ї гвардійської кавалерійської дивізії по стройовій частині 7-го гвардійського кавалерійського корпусу.
Після війни продовжив військову службу в ЗС СРСР. У запас генерал-майор М. М. Жигайлов вийшов з посади командира 93-ї мотострілецької Нижньодніпровської Червонопрапорної дивізії. Мешкав у місті Первомайську Миколаївської області, де й помер 16 червня 1971 року. Похований на кладовищі по вулиці Одеській.

## Нагороди
- два ордени Леніна (31.05.1945, 05.11.1954);
- чотири ордени Червоного Прапора (16.08.1942, 03.01.1944, 12.03.1945, 06.11.1947);
- орден Богдана Хмельницького 2-го ступеня (29.06.1945);
- орден Суворова 3-го ступеня (05.10.1943);
- орден Олександра Невського (20.04.1943);
- два ордени Червоної Зірки (29.12.1941, 05.11.1946);
- медалі.